# Jan de Quay
Jan Eduard de Quay (26 d'agost de 1901 - 4 de juliol de 1985) va ser un polític neerlandès de l'extint Partit Popular Catòlic (KVP), ara unit a la Crida Demòcrata Cristiana (CDA). Ell va ser Primer Ministre dels Països Baixos entre els anys 1959 i 1963.
Abans ell va ser Ministre de la Defensa entre el 4 d'abril i el 24 de juny de 1945. Després de l'elecció general de 1959 De Quay es va tornar Primer Ministre del país.
Després del seu període com a Primer Ministre, De Quay va ser senador de 25 de juny de 1963 fins al 22 de novembre de 1966, quan es va tornar Ministre del Transport, Obres Públiques i Aigües, i Vice Primer Ministre, fins al 5 d'abril de 1967. Ell novament es va tornar senador, de 1967 fins al 16 de setembre de 1969.